# Септик

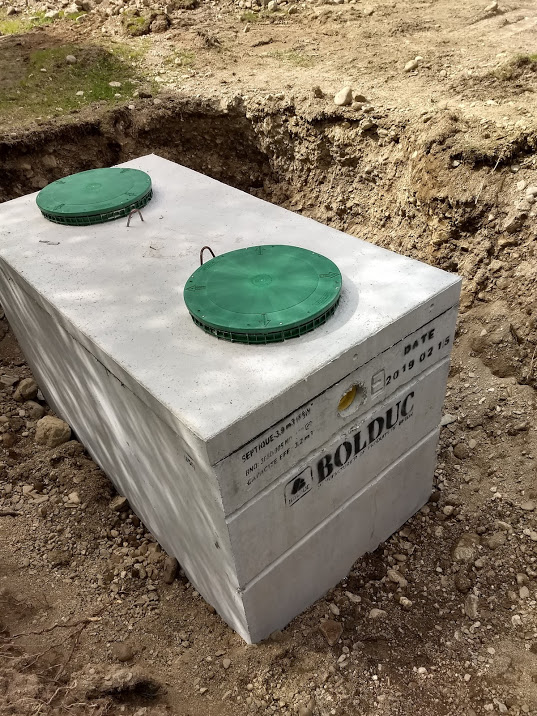
Септик из монолитного бетона в котловане.

Септик для очистки сточных вод (отстойник; англ. Septic tank, от греч. σηπτικός — гнилостный и англ. tank — резервуар) — сооружение для механической очистки сточных вод отстаиванием с анаэробным сбраживанием их осадка. 
Септики используются как часть автономных систем канализации. Септик не является законченным очистным сооружением: после септика осветлённый сток подаётся на сооружение подземной фильтрации, которое окончательно очищает сток методом почвенной фильтрации.
В Российской Федерации руководством для проектирования, строительства и эксплуатации септиков является Свод Правил СП 32.13330.2018 Канализация. Наружные сети и сооружения. Этот документ допускает использование септиков для очистки сточных вод в автономных системах канализации, однако не содержит методик расчета. Методика расчета септика и сооружений фильтрации приведена в ГОСТ Р 70818-2023 Инженерные сети наружные. Системы канализации автономные с септиками и подземной фильтрацией сточных вод.. Ранее аналогичным документом, описывающим автономные системы канализации с септиками, был СТО НОСТРОЙ 2.17.176-2015; на его основе и был разработан ГОСТ Р 70818-2023. Оба документа действующие и рекомендательные.
Область применения септиков — автономные системы канализации при расходах до трёх – пяти м³/сутки с последующей почвенной фильтрацией.

## Общее описание

### Устройство и принцип работы

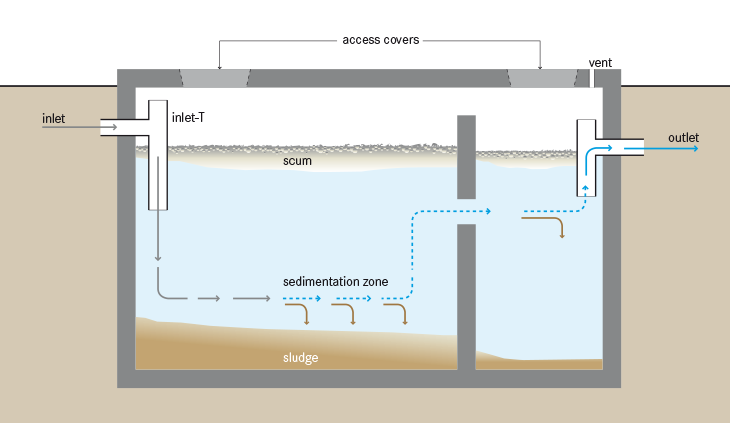
Устройство двухкамерного септика

Септик представляет собой емкость из водонепроницаемого материала, которая может быть разделена на несколько отдельных камер. Почти весь объем септика постоянно заполнен очищаемой жидкостью, которая медленно проходит через септик самотёком. В септике создаются такие условия, чтобы жидкость продвигалась ламинарно во всём объёме с минимальной скоростью, что способствует отстаиванию под действием силы тяжести. Легкие фракции всплывают, образуя плавающую корку, тяжелые фракции оседают на дно, образуя осадок. В средней части остаётся очищенный (ответленный) сток, который и вытекает через выходной патрубок. Кроме такого механического разделения фракций в септике также происходит анаэробное сбраживание осадка, в результате органические вещества осадка частично разлагаются.
После прохождения септика осветлённые сточные воды направляются на почвенную доочистку.
Незначительная утечка из септика в грунт не влияет на его работу. Полная герметичность требуется в случае высокого уровня грунтовых вод для исключения затопления септика. Камеры септика могут быть отдельными ёмкостями, соединёнными трубами, либо могут быть выделены из единого объема перегородками.
Правильный способ вентиляции септика — не делать вентиляционные патрубки на самом септике,  а обеспечить сквозную естественную вентиляцию через всё канализационное сооружение: приток через стояк на фильтрующем сооружении, далее прохождение воздуха через септик и выброс воздуха через вентиляционную часть канализационного стояка дома, выведенную выше кровли. При этом от септика практически нет запаха, поскольку в септике создается пониженное давление и воздух засасывается в септик, а не выходит из него.

### Требования к конструкции
Для правильного функционирования септика его конструкция должна удовлетворять ряду требований:
- Входной патрубок имеет Т-образную форму. Нижний конец опущен в жидкость, что обеспечивает плавное течение жидкости без взмучивания.
- Выходной патрубок также имеет Т-образную форму. Такая форма не позволяет плавающей корке уплывать из септика и засорять сооружение подземной фильтрации. Жидкость забирается с глубины, на которой достигается наибольшая степень очистки.
- Оба патрубка открыты на верхнем конце, это обеспечивает сквозную вентиляцию септика и всей канализационной трассы.
- Перегородка (в многокамерном септике) имеет два отверстия: одно на глубине для перетекания жидкости между камерами, другое выше зеркала жидкости для беспрепятственной вентиляции.

Т-образные патрубки могут быть заменены на аналогичные по функциональности узлы, например, полупогружённые перегородки.

### Параметры
Часть септика, занимаемая жидкостью, считается рабочим объемом. Расчетный рабочий объем септика надлежит принимать в зависимости от расхода сточных вод:
- при расходе сточных вод до 5 м³/сутки — не менее 3-кратного суточного притока
- при расходе сточных вод свыше 5 м³/сутки − не менее 2,5-кратного.

Количество камер септика следует выбирать в зависимости от проектного расхода сточных вод:
- однокамерные септики — при расходе сточных вод до 1 м³/сут;
- двухкамерные — до 10 м³/сут;
- трёхкамерные — свыше 10 м³/сут.

Основным контролируемым показателем работы септиков является содержание взвешенных веществ в осветленной воде. Остаточная загрязненность сточных вод по этому показателю на выходе из септика не должна превышать 80−100 мг/л.

## Почвенная доочистка стока
По российским нормам сброс стока прямо из септика в водоём или на рельеф не допускается. Поэтому сток из септиков должен подаваться в сооружения подземной фильтрации, в которых происходит почвенная доочистка стока. Септик в комплексе с фильтрующим сооружением обеспечивает полное обеззараживание сточных вод от возбудителей паразитарных болезней.
При правильном проектировании септика и сооружений подземной фильтрации ожидаемый срок службы последних составляет не менее 20 лет. Если же автономная канализация спроектирована с ошибками или неправильно эксплуатируется, то грунт в сооружениях может быть подвержен постепенной кольматации, что делает в конечном счете сооружение неработоспособным — сток перестает впитываться в кольматированный грунт.

## Проектирование и строительство
Септик является частью системы автономной канализации, поэтому проектировать его следует в комплексе с остальными элементами системы: внутридомовой канализацией, сооружением подземной фильтрации, а также соединяющими их трубами. При этом надо учитывать грунтовые условия, рельеф, локальный климат, гидрогеологические условия и прочее. Минимальное расстояние от септика до жилого здания следует принимать 5 м.
Большое влияние на выбор конструкции септика оказывает уровень грунтовых вод в месте строительства. Если уровень значительно выше дна септика, то септик должен быть полностью герметичным для исключения его затопления грунтовыми водами. Кроме того, требуются меры для защиты от всплытия пустого септика в водонасыщенном грунте под действием силы Архимеда. Если же уровень грунтовых вод ниже септика, то требования к его герметичности сильно снижаются, септик может быть сборным (из бетонных колец, кирпича и т.п.).

## Эксплуатация септика
Ожидаемый срок службы правильно смонтированного септика из бетона, стеклопластика или пластмассы составляет около 50 лет
.

### Откачка осадка
Часть осадка в септике, которая не может быть переработана анаэробными бактериями, должна удаляться из септика. Осадок необходимо откачивать  по мере его накопления машиной-илососом. При этом следует оставлять в септике 15-20%  осадка, чтобы процесс брожения не нарушался.
Если долгое время (несколько лет) не откачивать осадок из септика, то осадок может попасть в сооружение подземной фильтрации, что вызовет кольматацию грунта в сооружении и последующую неработоспособность всей системы. Кроме того, увеличение объема осадка уменьшает рабочий объем септика, что приводит к ухудшению очистки, что также усиливает кольматацию сооружения фильтрации за счет увеличения выноса в него взвешенных веществ.

### Состав стока
В автономную систему канализации биологической очистки хозяйственно-бытовых сточных вод запрещено сбрасывать:
- дождевые и талые воды;
- сток от мойки автомобилей;
- промывочные воды от установок водоподготовки;
- пищевые отходы после измельчителей пищевых отходов, монтируемых под кухонную мойку;
- хлорсодержащую бытовую химию, химические прочистители труб;
- вещества, механически засоряющие систему или химически разрушающие её конструкции (отлагающиеся на стенках, взрывоопасные, химически агрессивные и тому подобное).

Допустимо сбрасывать в септик в умеренных количествах:
- средства для мытья посуды[20]
- сток от стиральных машин[21]